# Włóczydło polne
Włóczydło polne (Caucalis platycarpos L.) – gatunek rośliny z rodziny selerowatych (Apiaceae). Jedyny przedstawiciel rodzaju włóczydło Caucalis L. Rośnie dziko w środkowej i południowej Europie oraz w Azji Zachodniej, na Kaukazie i w Kirgistanie. W Polsce występuje głównie w pasie wyżyn.

## Morfologia

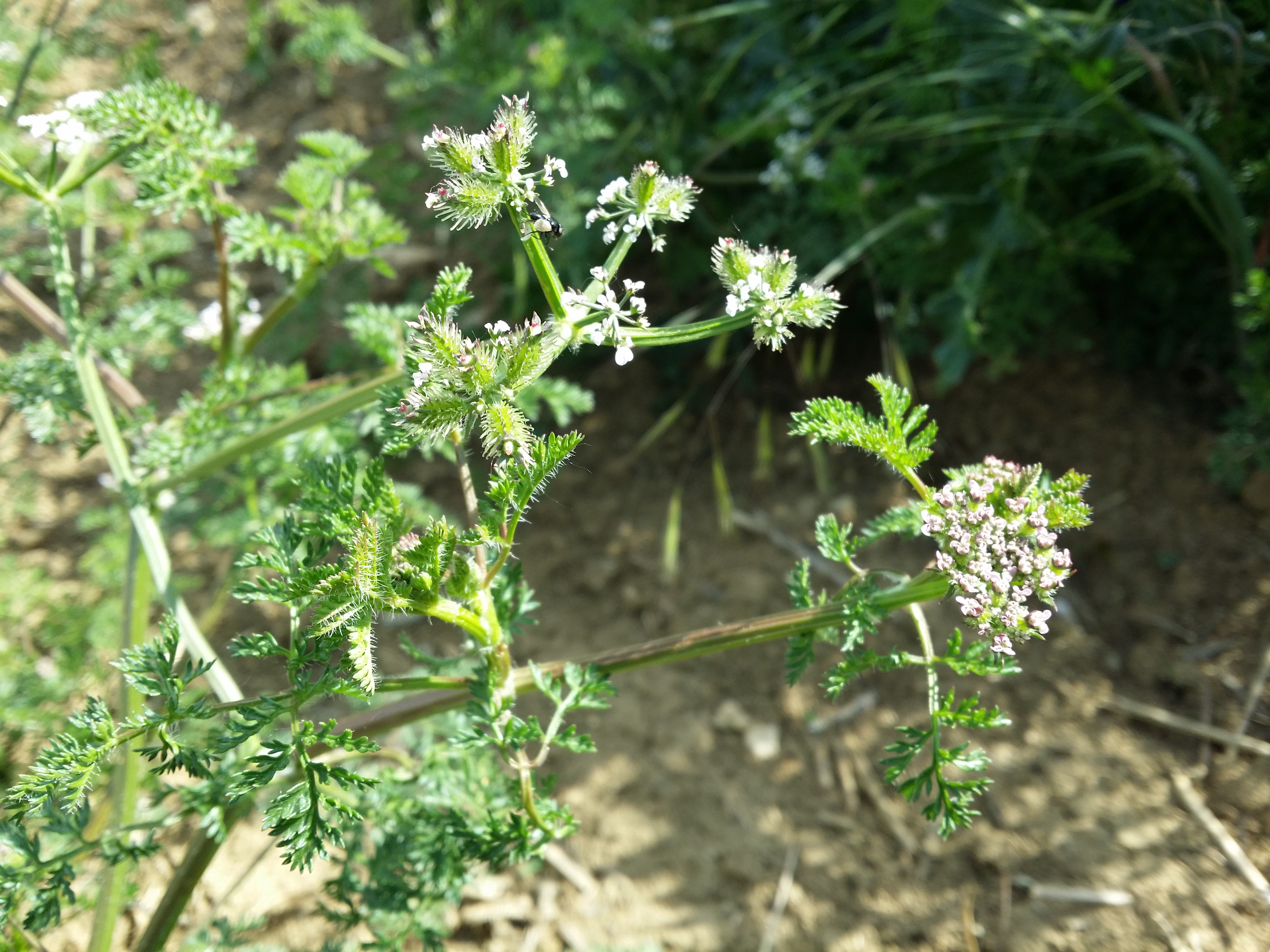
Pokrój

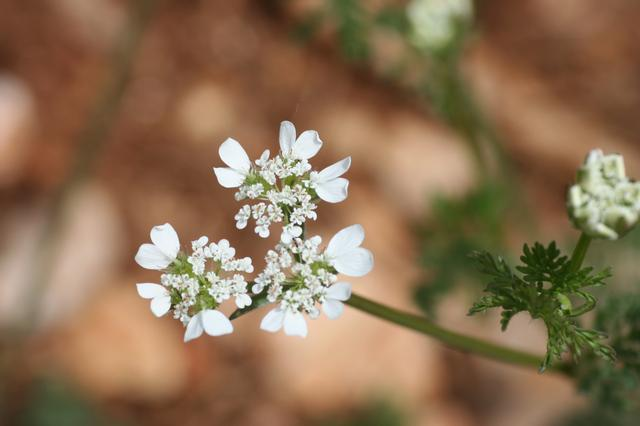
Kwiaty

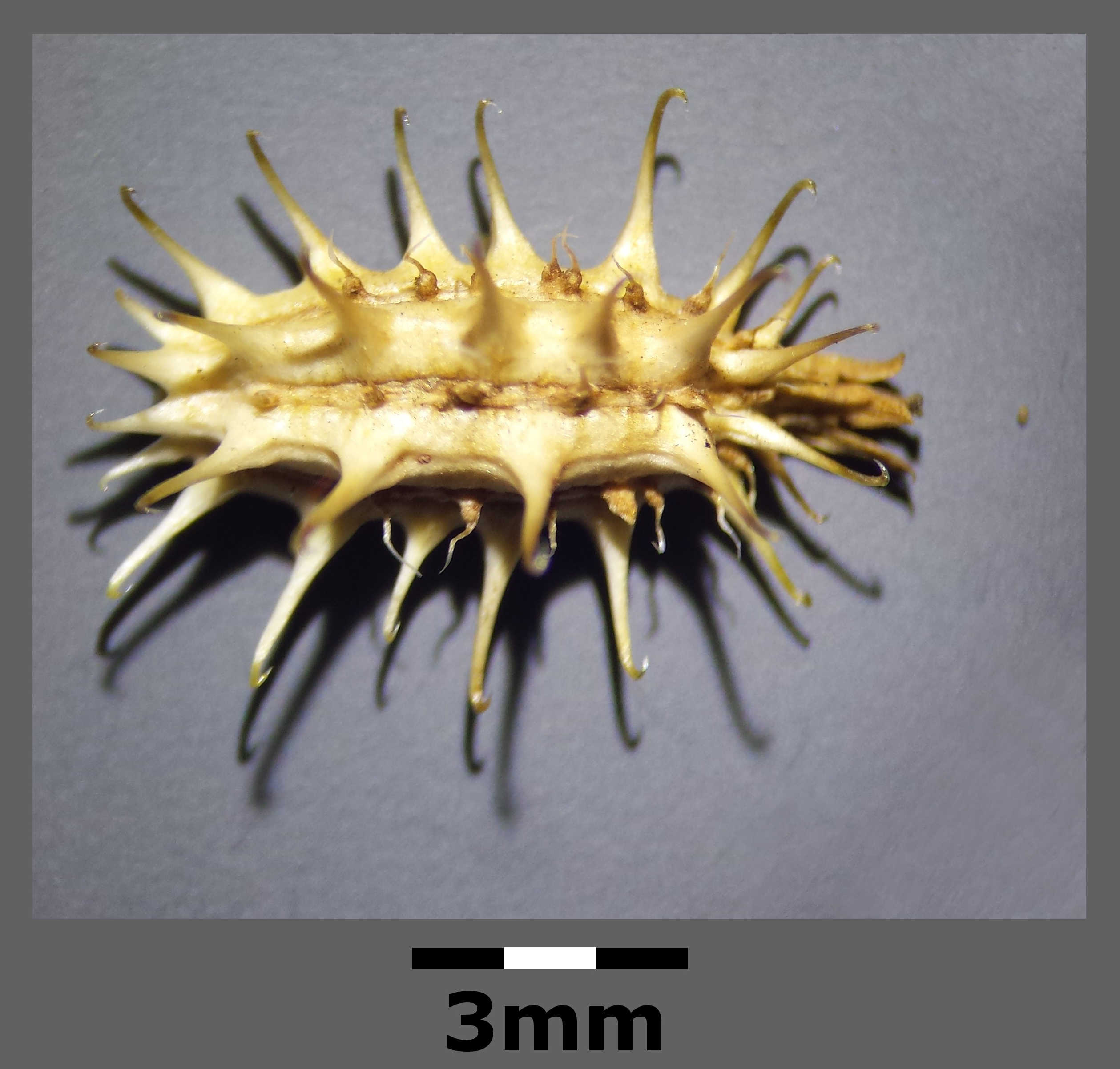
Owoc

PokrójRoślina zielna z białawym, cienkim i wrzecionowatym korzeniem. Łodyga wzniesiona lub podnosząca się jest od dołu gałęzista i osiąga od 8 do 30 cm wysokości. Jest pokryta rzadkimi, odstającymi, szorstkimi włoskami lub bywa naga, poza tym w górnej części bruzdowana.
LiścieDolne ogonkowe, górne siedzące. Pochwy liściowe błoniaste i owłosione na brzegu. Blaszki słabo owłosione, 2–3-krotnie pierzaste, odcinki I rzędu w zarysie jajowate, odcinki ostatniego rzędu wydłużone, nacinane, z łatkami równowąskimi lub lancetowatymi.
KwiatyPoligamiczne – częściowo obupłciowe, częściowo tylko męskie. Zebrane w skąpokwiatowe baldaszki, te z kolei w liczbie 2–5 w baldach złożony. Pokryw zwykle brak lub są nieliczne, drobne i zielone. Pokrywki w liczbie 2–5 są lancetowate, krótsze od szypułek kwiatowych. Płatki korony są białe lub różowawe, mają do 2 mm długości i 2,5 mm szerokości, mają kształt szeroko odwrotnie jajowaty z głębokim wycięciem na szczycie i tu z łatką. Ząbki kielicha są jajowatolancetowate i osiągają do 1,5 mm długości.
OwoceJajowate, z boku spłaszczone rozłupnie o długości 6–13 mm i szerokości do 5 mm, pokryte haczykowatymi wyrostkami.

## Biologia i ekologia
Roślina jednoroczna. Kwitnie od maja do września. Rośnie w uprawach zbożowych, na odłogach, przydrożach i przytorzach. Gatunek charakterystyczny zespołu Caucalido-Scandicetum.

## Systematyka
Gatunek typowy monotypowego rodzaju Caucalis L., Sp. Pl. 240. 1 Mai 1753 (synonimy: Muitis Rafinesque, Nigera Bubani). Rodzaj w obrębie rodziny selerowatych (baldaszkowatych) Apiaceae klasyfikowany jest do podrodziny Apioideae, plemienia Scandiceae i podplemienia Torilidinae.

## Zagrożenia i ochrona
Roślina umieszczona na Czerwonej liście roślin i grzybów Polski (2006) w grupie gatunków wymierających, krytycznie zagrożonych (kategoria zagrożenia E). W wydaniu z 2016 roku otrzymała kategorię CR (krytycznie zagrożony). Znajduje się także w Polskiej czerwonej księdze roślin w kategorii EN (zagrożony).